# Mar Benegas
Mar Benegas (València, 1975) és una escriptora i poeta valenciana, especialista en Literatura Infantil i Juvenil. A més d'un gran catàleg d'obres publicades, té un llarg recorregut com a formadora, tant per a públic infantil com a adult. Ha participat amb articles en revistes especialitzades. Va ser directora d'un segell editorial de llibres infantils. I, en l'actualitat, és directora, en El Sitio de las Palabras, de les Jornades d'Animació a la Lectura, Escriptura i Observació, jornades internacionals que es fan a València.

## Biografia
Nascuda a València en 1975. És poeta, escriptora de llibres infantils. Formadora i conferenciant especialitzada en poesia, animació a la lectura i creativitat. El seu treball es dirigeix tant a professionals i famílies com a públic infantil. Realitza cursos i conferències punt Espanya com en altres països. Ha treballat en escoles, centres de professorat i innovació pedagògica, col·legis oficials i associacions professionals de bibliotecaris, universitats, fundacions i altres institucions. Col·laboradora de diferents iniciatives i espais de creació cultural vinculats a la lectura i la poesia, durant 6 anys va coordinar les visites escolars de la Biblioteca Provincial de València. Actualment és directora de les Jornades d'Animació a la Lectura, Escriptura i Observació (JALEO).
Els seus llibres han estat publicats (i traduïts) a Brasil, Corea o França.

## Obres literàries

### Literatura infantil
- Una petita llavor (Akiara Books, 2020)
- Cor d'ocell (Akiara Books, 2020)
- Las niñas o cómo suceden las cosas (Editorial Llitera, 2017)
- Versos como una casa (Editorial A Buen Paso, 2017)
- Cómo el buen Don Nicanor no fue rey ni emperador (Editorial Tres tigres tristes, 2016)
- A juego lento taller de poesía (Editorial Litera Libros, 2016)
- ¿Qué soñarán las camas? (Editorial Libre Albedrío, 2016)
- Cómo dormir a un lleón i otras crónicas verídicas (Editorial Pagés Editors, 2016)
- Com adormir un lleó i altres cròniques verídiques (Editorial Pagés Editors 2016)
- Cómo abrió Don Nicanor el gran circo volador (Editorial Tres tigres tristes, 2015)
- Con el ojo de la i (Editorial A Buen Paso, 2015)
- Colección La Cereza, 6 libros musicales para bebés. (Editorial Combel)
- La caja de las palabras (Editorial Lóguez, 2014)
- Cómetelo todo (Editorial Takatuka, 2014)
- Menja´t-ho tot (Editorial Takatuka, 2014)
- A lo béstia (Editorial Lltera Libros, 2014)
- Som Molt Bèsties (Editorial Litera Libros, 2014)
- Milio y les 4 estaciones (Imaginarium, 2014)
- 44 poemas para leer con niños (Editorial Litera Libros, 2013)
- Abecedario del cuerpo imaginado (Editorial A Buen Paso, 2013)
- No es fácil vivir con un tigre (Editorial Unaria Ediciones, 2013)

### Poesia adults
- Anáforas del derrumbe (2014)
- La ciudad o la palabra pájaro (Huerga y Fierro editores, 2013)
- El abrazo (Ediciones 4 de agosto, 2011)
- Niña pluma Niña nadie (Amargord Ediciones, 2010)

### Antologies
- Dos océanos una orilla (Publicaciones UCM, 2015)
- Cuentos para dar y tomar(Editorial Unaria Ediciones, 2014)
- Strigoi (Ediciones 4 de agosto, 2012)
- Hijas del pájaro de fuego (Ediciones Fin de viaje, 2012)

## Premis
- Millor Llibre Juvenil 2014, Banc del Llibre de Veneçuela amb "Abecedario del cuerpo imaginario".[1]
- Els 20 millors llibres infantils, Fundació Cuatrogatos per "Con el ojo de la i"[2]